# آبشار نیاگارا (نیوزیلند)
آبشار نیاگارا (به لاتین: Niagara Falls) یک تندآب در نیوزیلند است که در سرزمین جنوبی، نیوزیلند واقع شده‌است.